# Дим. Орай
Дим. Ора́й (псевдоним, настоящее имя — Богосло́вский Дми́трий Фёдорович, 5 [18] сентября 1901, Мари-Пижай Уржумского уезда Вятской губернии — 22 января 1950, с. Косолапово Мари-Турекского района Марийской АССР) — марийский советский писатель, журналист. Классик марийской художественной литературы. Участник Великой Отечественной войны. Член ВКП(б).

## Биография
Родился в деревне Мари-Пижай (ныне — д. Малый Пижай, Сернурский район, Марий Эл) в бедной крестьянской семье. Семья Дмитрия была бедной: отец Фёдор Алексеевич работал у зажиточных людей, был плотником, впоследствии работал на уральском заводе вблизи п. Богословск (ныне г. Карпинск Свердловской области), а мать Прасковья Васильевна воспитывала детей, трудилась в родной деревне.
В 1913 году Дмитрий, окончив Удельно-Пижайское начальное училище, стал работать переписчиком волостного правления, после 1917 года служил в советских учреждениях секретарём, статистиком.
В 1920 году Дмитрия Богословского призвали в ряды РККА, но в 1921 году он был комиссован по болезни. Затем работал в Сернурском и Мари-Турекском волостном и кантонном земотделах, в Шляпинском сельсовете и кантисполкоме, один год преподавал в начальной школе.
Женился в 1922 году, жена Мария Михайловна Савельева родом из д. Токтамыж (ныне — Сернурский район), в семье было 3 дочери: Зинаида, Ираида, Нина.
В 1929 году Д. Богословский в родной деревне создал колхоз «У Пижай» («Новый Пижай»), стал его председателем.
В 1930 году с учреждением Сернурской районной газеты «Коммунар» Дим. Орай стал её ответственным секретарём, возглавлял литературный кружок при редакции газеты. С 1936 года — сотрудник Косолаповской районной газеты «Сталин корно» («Путь Сталина»).
Участник Великой Отечественной войны. Осенью 1941 года Дим. Орай ушёл на фронт, сражался в частях Волховского и Ленинградского фронтов, был участником обороны Ленинграда. Техник-интендант 1 ранга, дослужился до старшего лейтенанта интендантской службы запаса. Уволен со службы в марте 1944 года по болезни.
После войны с 1946 года вплоть до последних дней жизни работал ответственным секретарём Косолаповской районной газеты «Путь Сталина», собкором газеты «Марий коммуна».

## Происхождение псевдонима писателя
В детстве будущий писатель носил фамилию отца Иванов, но когда его отец после жизни рядом с посёлком Богословск на Урале, где он работал на заводе, поменял свою фамилию на фамилию Богословский, мальчик также стал носить фамилию отца.
Псевдоним Дим. Орай восходит к псевдониму Дим. Чорай, которым писатель подписал одну из своих первых заметок в газету, будучи ещё селькором. Однако первая буква псевдонима случайно выпала, и заметка вышла за подписью Дим. Орай.

## Творчество
Как журналист стал известен с 1925 года, после публикации серии заметок и статей в газете «Йошкар кече» («Красное солнце»).
Дим. Орай — член Союза писателей СССР с 1939 года. Занимался поэзией и прозой, но в историю марийской литературы вошёл прежде всего как автор очерков, рассказов и повестей из жизни колхозной деревни «Йотештше» («Отступник», 1930), «Карш корно» («Крутой подъём», 1935), «Оляна» (1935), сборника рассказов «Пиалан колхоз илыш» («Счастливая колхозная жизнь», 1940) и др. В своих произведениях идеализировал крестьянский быт, прославлял национальное самоопределение марийцев.
Перу Дим. Орая принадлежит повесть «Чолга шӱдыр» («Немеркнущая звезда») о боевом подвиге уроженца д. Большая Вочарма Мари-Турекского района республики, первого Героя Советского Союза из народа мари С. Р. Суворова.
Самым значительным произведением писателя является его эпический роман «Тӱтыра вошт» («Сквозь туманы»). Но Дим. Орай успел написать лишь одну книгу романа из трёх задуманных, она была издана уже после смерти писателя в 1951 году. Роман и в незавершённом виде стал значительным явлением в марийской литературе. В нём Дим. Орай показал себя большим знатоком национальных традиций, мастером эпического повествования.
Произведения Дим. Орая включались в школьные программы, печатались на луговом и горном наречиях марийского языка, переводились на другие языки (русский, венгерский и др.). Его творчеству посвящены книги, статьи, обзоры марийских литературоведов, методические пособия учителей марийского языка и литературы.

Всю прозу писателя отличают злободневность, обращённость в настоящую жизнь современной ему марийской деревни, её тяготы и заботы. В одном из писем своему другу, писателю и журналисту А. Айзенворту Дим. Орай сам отмечал эту особенность своего творческого почерка:
«Мы пишем больше о прошлом, но мало о сегодняшнем дне, почти ничего о завтрашнем. Это потому, что мы отстаём от жизни. Надо, чтобы мы заговорили художественным языком, особенно в прозе, о сегодняшнем и завтрашнем нашем дне».
В своей прозе он отмечал строительство новой советской эпохи, признавал его необходимость, в этом смысле Орая можно назвать писателем переломного времени, описывающим именно те его детали, типичные особенности, которые были незаметны другим писателям того поколения. Литературовед С. Ибатов-Эман в этом контексте подметил:
«Его творчество сыграло важную роль в строительстве новой жизни и новой культуры. Он был одним из тех прозаиков, которые отразили в своем творчестве процесс духовного возрождения марийского народа».

## Основные произведения
Список основных произведений:

### На марийском языке
- «Ача-ава кумыл» («По милости родителей») — рассказ (1929) о бесправии марийской женщины и насилии кулаков над бедняками.
- «Йотештше» («Отступник») — повесть (1930) про выдвиженца на советской работе. Автор повести критиковался за то, что «отметив лишь отрицательные стороны работы выдвиженца, он пришёл к неправильным политическим выводам, выразившимся в резком противопоставлении городу деревни, в идеализации крестьянского быта и националистических тенденциях».
- «Ойлымаш-влак» («Рассказы») (1933).
- «Карш корно» («Крутой подъём») — повесть (1935).
- «Оляна» — повесть (1935).
- «Пиалан колхоз илыш» («Счастливая колхозная жизнь») — рассказы (1940).
- «Чолга шӱдыр» («Немеркнущая звезда») — документальная повесть (1950) о первом Герое Советского Союза из народа мари С. Р. Суворове.
- «Онар-калык» («Народ-исполин») — избранные произведения (1951).
- «Тӱтыра вошт» («Сквозь туманы») — первый роман из задуманной трилогии (1951) о духовном возрождении марийского народа в первые годы Советской власти.
- «Осып Ваня» — рассказ, фельетон, повесть (1974).
- «Немде кугыза» («Старик Немда») — повесть, рассказ, очерк (1991).

### На русском языке
- Семья: рассказ / пер. К. Ильяшенко // Марийские писатели. Йошкар-Ола, 1941. С. 64—73.
- По воле родителей: рассказ / пер. А. Кременского // Родник: рассказы марийских писателей. М., 1961. С. 76—88.
- Немдинский старик: рассказ / пер. А. Кременского // Солнце над лесами. Йошкар-Ола, 1984. С. 200—211

### На венгерском языке
- По воле родителей: рассказ / пер. И. Макаи // Фюрраш. Будапешт, 1963. С. 108—125.

## Память

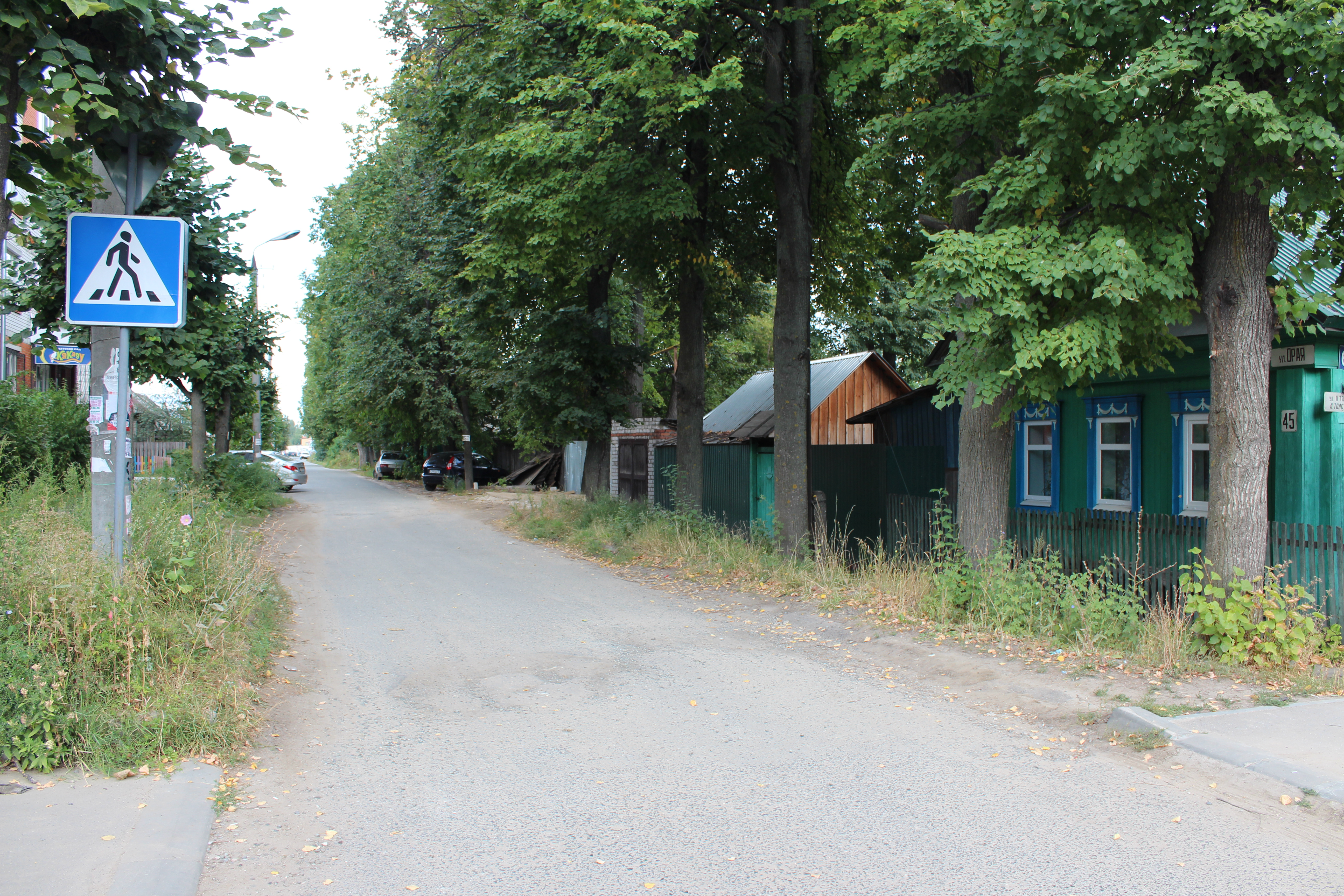
Улица Орая в Йошкар-Оле

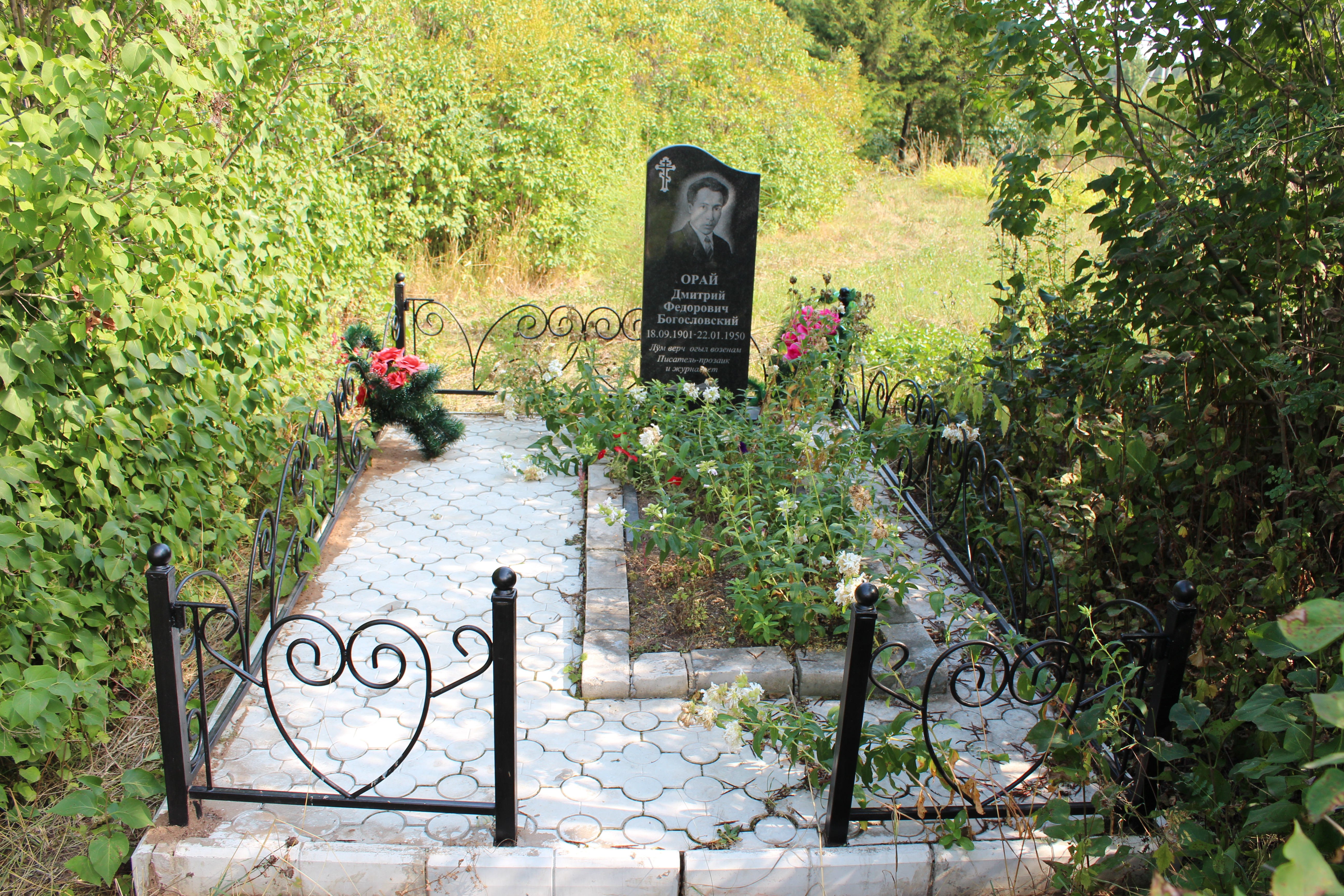
Памятник марийскому писателю и журналисту Дим. Ораю (Д. Ф. Богословскому) на его могиле в саду им. С. Р. Суворова в с. Косолапово Мари-Турекского района Республики Марий Эл

- Его именем названы улицы в Йошкар-Оле, п. Сернур, Летниковская школа Сернурского района Марий Эл (с 2001 по 2004 годы), где есть музей имени писателя.
- На родине Дим. Орая в д. Малый Пижай Сернурского района на месте дома, где родился и провёл детские годы писатель, к 100-летию со дня его рождения в 2001 году был установлен памятный камень[1].
- На могиле Дим. Орая в саду им. С. Р. Суворова в с. Косолапово Мари-Турекского района республики после смерти писателя был установлен памятник-бюст, в 2013 году ввиду изношенности он был заменён на современный памятник.
- В Сернурском и Мари-Турекском районах Марий Эл каждый год проводятся конкурс чтецов «Орайские чтения», вечера воспоминаний, тематические занятия и другие мероприятия, посвящённые Дим. Ораю.
- В с. Косолапово, где жил и работал Дим. Орай и где он был похоронен, по традиции проводится праздник, посвящённый писателю и журналисту.

## Награды
- Медаль «За оборону Ленинграда»[2]
- Медаль «За победу над Германией в Великой Отечественной войне 1941—1945 гг.»[2]
- Медаль «За доблестный труд в Великой Отечественной войне 1941—1945 гг.»
- Почётная грамота Президиума Верховного Совета Марийской АССР (1941, 1945, 1946)